# تبسكو
تبسكو «ثروة بريدا للخدمات البترولية» أو (بالإنجليزية: TBPSCO - THARWA BREDA Petroleum Service Co)‏ هي إحدى شركات قطاع البترول المصري

## نشاط الشركة
- يقوم النشاط الرئيسي للشركة على تصنيع وتجميع وبيع فوهات وصمامات ووحدات تحكم آبار البترول والأجهزة المتعلقة بهذه المعدات
- توفير خدمات الدعم الهندسي والتقني وخدمات الصيانة والاحتبار والإصلاح لكل منتجاتها

## المساهمين
يساهم في رأسمال الشركة كل من:-
- ثروة للبترول : 40%
- إيجاس - المصرية القابضة للغازات الطبيعية : 10%
- بريدا للطاقة الإيطالية: 50%